# Ilex sublongecaudata
Ilex sublongecaudata är en järneksväxtart som beskrevs av Chang Jiang Tseng, Amp; S. Liu och Y.R. Li. Ilex sublongecaudata ingår i släktet järnekar, och familjen järneksväxter. Inga underarter finns listade i Catalogue of Life.